# الدوري المونتينيغري لكرة السلة للسيدات
الدوري المونتينيغري لكرة السلة للسيدات هو دوري كرة سلة احترافي للسيدات في الجبل الأسود تأسس في سنة 2006 تلعب فيه 6 فرق. يعتبر فريق بودغوريتسا الأكثر فوزا به برصيد 7 ألقاب.

## وصلات خارجية
- الموقع الرسمي